# Lanix
Lanix (legalmente Corporativo Lanix, S.A. de C.V.), es una empresa tecnológica multinacional mexicana fundada 1990 con sede en Hermosillo, Sonora. Comercializa equipos de cómputo y telefonía móvil, siendo reconocida por ser una compañía precursora de tecnología con baja presencia en algunos países de Iberoamérica y los Estados Unidos. La empresa cuenta con certificaciones internacionales que representan un sello de garantía y calidad. Es la fusión de dos empresas siendo la más famosa Lanix Internacional, S.A. de C.V., dedicada a diseñar, fabricar y distribuir teléfonos inteligentes, laptops, tabletas, computadoras de escritorio, All in One, aires acondicionados y monitores; la otra es Lanix Med Global, S.A. de C.V., dedicada a fabricar equipo médico. Tiempo después, se centro en el mundo de la telefonía móvil, estando en tiendas como Oxxo y Telcel, pero luego se descubrió que no era 100% mexicana, pues sus celulares eran ensamblados en China, y luego se hacían pasar por manos mexicanas. Otros casos de estos son: Blu, Zonda, M4 y Zuum, haciendo que la empresa fuera cayendo, aún estando en Oxxo y Telcel, aunque en esas tiendas la gente no compraba esos celulares por su pésimo rendimiento, y se arriesgaban por los de gama media. En fin, Lanix no es una empresa completamente mexicana.

## Historia
La compañía fue fundada en 1990 por empresarios que ya habían acumulado experiencia dentro del mercado de cómputo al participar previamente como inversionistas en otra empresa que producía su propia marca de computadoras.
El primer producto que Lanix lanzó al mercado fue una PC 286, con disco duro de 5MB, memoria de 64K, sistema operativo MSDOS, reproductor para floppy de 5.2 pulgadas, monitor blanco y negro de 14 pulgadas y sin ratón. En sus inicios la empresa tuvo 20 empleados y la comercialización de su computadora se realizó, en una primera etapa, exclusivamente a través del mayorista Mediamag, ubicado en Guadalajara, Jalisco.
La década de los noventa marcó momentos importantes en la historia industrial de México, pues en esa época se dio por concluida la protección del gobierno mexicano a la industria de cómputo de fabricación nacional, mediante una apertura que permitió la fabricación y venta de marcas internacionales en el país.
Sin embargo, lejos de verse disminuida ante la nueva competencia internacional, como sucedió con otros proyectos nacionales que terminaron por desaparecer, Lanix adquirió ventajas competitivas propias y pasó a ocupar un importante lugar dentro del nuevo contexto de apertura y libre competencia en el que entró el país.

### 1990 – 2000
En 1990 Lanix inició operaciones en Hermosillo, Sonora con 20 empleados. El mismo año en México lanzó su primer producto. PC Lanix 286, con disco duro de 5MB, memoria de 64K, sistema operativo MS-DOS, DVD 51/4 Floppy, monitor blanco y negro de 14 pulgadas sin ratón. En 1992 Lanix se convirtió en el primer fabricante en México en ofrecer 2 años de garantía en sus productos. En 1993 Lanix inició operaciones comerciales en Chile. Lanix fue el primer fabricante del mundo en incorporar sus computadoras con Windows 3.0 en español. Lanix lanzó al mercado mexicano la primera computadora Sidebar. En 1994 superan a la competencia ofreciendo por primera vez una garantía plus de tres años en sus equipos. En 1995 Lanix fue el primer fabricante del mundo en lanzar computadoras con Windows 95 y Works en español. En 1996 inauguran el «Parque Industrial Lanix». En 1997 obtienen la certificación ISO 9000. En el 2000 obtuvieron la certificación ISO 9001.

### 2001 – 2010
En 2001 fue el primer fabricante de América Latina en ofrecer Windows XP en español en sus computadoras. En 2002 Lanix inauguró la primera fábrica de computadores en Chile. En 2003 Lanix ganó la distinción Intel Premium Provider. En 2005 se establecieron nuevas líneas de fabricación automatizadas en las instalaciones de Hermosillo, Sonora; se hizo un cambio de imagen corporativa y rediseño de equipos, el más significativo de la fundación. En 2006 Lanix anunció su incorporación como socio de la Asociación Internacional de Compras (IPA), uniéndose a cinco fabricantes de PC en Europa para abrir oficinas de abastecimiento en Taiwán y China. En 2007 Lanix continuó fortaleciendo su estrategia de venta minorista, incorporó las ventas de PC al consumidor, colocándose en primer lugar a través de la empresa de telecomunicaciones. Para diversificar su oferta tecnológica en el mercado de consumo, Lanix lanzó una nueva línea de televisores LCD para alta definición (HD). Se fortaleció la estrategia de venta retail, colocando por primera vez en la cadena de tienda Telmex, la computadora portátil Lanix Neuron LX4U, modelo diseñado para ofrecer alta tecnología a un precio accesible con el servicio de Internet de Prodigy. En 2008 incorporan una 4.ª línea de producción automatizada. Lanzamiento de la nueva línea de equipamiento: Wizz, Family AIO, FX5, Neuron LT, Magnum. Consolidación en el mercado tecnológico e informático. En 2009 obtienen la certificación ISO 14001:2004, comprometiéndose con el medio ambiente. En 2010 en el marco del vigésimo aniversario y en alianza con Telcel, se expande el portafolio de negocios al incorporarse al mercado de telefonía celular introduciendo el primer equipo de este ramo además que amplía su cartera de negocios para incorporarse al mercado de la fabricación de dispositivos médicos. Además en alianza con Parasur, S.A. se establecieron e iniciaron operaciones en Paraguay.

### 2011 – Actualmente
En 2011 abrieron oficinas corporativas en Bogotá, Colombia, con las que centralizaron operaciones comerciales en dicho país para ofrecer los mejores productos y servicios a los clientes de América del Sur además que Lanix Med Global inició una nueva celda de operación para equipos de infusión desechables; este producto se compone principalmente de espiga, filtro de aire, cámara de goteo, tubo de pvc, regulador de flujo, filtro de líquido, bulbo de destello, conector cónico y otras partes, utilizado para alimentación por gravedad, esterilizado por ETO, sin bacterias, sin toxicidad, sin pirógenos . Se utiliza para la solución de la medicina de transporte para el cuerpo humano en la clínica. En 2012 anuncia su llegada a Perú en compañía de Claro (América Móvil Perú SAC), filial de América Móvil a partir del mes de marzo. Durante el segundo semestre del año, expande su portafolio de productos integrando su primer Teléfono inteligente Ilium S100 y se posiciona como una de las marcas de telefonía más vendidas dentro del mercado mexicano además que Lanix Med Global mejoró la capacidad operativa mediante la certificación de sala limpia Clase 7; este grado está colocando nuestra operación por encima de la mayoría de las empresas de fabricación de dispositivos médicos (certificación Clase 8 clase 8). En 2013 lanza computadoras con pantallas touch y en celulares amplia la línea Ilium con la introducción de nuevos Teléfonos inteligentes con la última tecnología de procesadores y Lanix Med Global expande sus operaciones integrando una innovadora línea de producción del sistema IV; el primer envío al mercado estadounidense fue de 3900 unidades en el segundo trimestre del año. En 2014 gana el proyecto a nivel Nacional de 17 mil servidores de Secretaria de Educación Pública, destinados a implementar una solución de aula en escuelas de educación básica en el país y Lanix Med Global cruza por una certificación rigurosa y una calificación completa para una nueva línea de productos; Los clientes europeos consumen piezas producidas en un entorno certificado de sala limpia Lanix Med Global. En 2015 celebran 25 años de operaciones ininterrumpida y se consolida como una de las marcas más fuertes del mercado mexicano. Establece un acuerdo de distribución con el mayorista CT Internacional, inicialmente con 5 productos a los que en poco tiempo podrían sumarse más. En 2017 se renueva la imagen Lanix actualizando su logo y hace el lanzamiento de nuevos teléfonos celulares.

## Identidad de Marca
El nombre de la marca, Lanix, está compuesto por la unión de dos palabras: LAN y UNIX. La idea surgió debido a la trascendencia que tenían estos dos conceptos en esa época, la sigla LAN está relacionada con la trasferencia de datos y la terminación IX proviene de la palabra UNIX, el sistema operativo con mayor influencia en la tecnología de ese tiempo.

## Lanix Internacional
Lanix Internacional, S.A. de C.V. es una empresa multinacional tecnológica mexicana en forma de sociedad anónima de capital variable con presencia en 7 países de América Latina iniciando operaciones en 1990, se dedica principalmente a manufacturar, distribuir y vender equipo electrónico como teléfonos inteligentes, laptops, tabletas, computadoras de escritorio, All in One, aires acondicionados y monitores. Sus teléfonos inteligentes hasta 2018 fueron la séptima marca en venta de telefonía móvil en México ocupando el 3.4% del mercado. Se sabe que Lanix usa el rebranding con sus teléfonos inteligentes al ser fabricados en China por la compañía Tinno Mobile Technology Co., Ltd. ya que se ha descubierto que marcas como Wiko en Francia, Micromax en la India o Blu Products en Estados Unidos usan dispositivos de esta compañía solo cambiándole el logo. 

### Divisiones en otros países
Tiene presencia en la mayoría de países de América Latina siendo distribuidos en su mayoría por la empresa Claro, filial de América Móvil; o por empresas locales de cada país. No obstante tiene oficinas en Chile, Colombia y Panamá.
Lanix ERP, S.A. es la división de Lanix en Chile con sede en Macul, Santiago de Chile siendo una Sociedad Anónima. Lanix Colombia, S.A.S. En Liquidación es la división de Lanix en Colombia con sede en Bogotá siendo una Sociedad por Acciones Simplificada. Lanix Invest, S.A. es la división de Lanix en Panamá con sede en la Ciudad de Panamá. En Paraguay se distribuye con Parasur, S.A., en Perú se distribuye con América Móvil Perú, S.A.C., conocido como Claro Perú, filial de América Móvil. En 2016 llegaron a Uruguay donde se distribuye con A-Novo Uruguay S.A..

## Lanix Med Global

Logo usado por Lanix Med Global.

Lanix Med Global, S.A. de C.V. o conocido simplemente como Lanix Medicare es una empresa mexicana en forma de sociedad anónima de capital variable con presencia en Estados Unidos y México iniciando operaciones en 2010, se dedica principalmente a elaborar insumos, equipos y dispositivos médicos; y con exportaciones principalmente a Estados Unidos.